# 一条能清
一条 能清（旧字体：一條 能淸、いちじょう よしきよ）は、鎌倉時代前期から中期にかけての公卿、歌人。非参議・一条頼氏の次男。

## 経歴
天福2年（1234年）従五位下に叙爵し、嘉禎3年（1237年）侍従に任ぜられ、延応2年（1240年）に正五位下・左近衛少将に叙任される。
仁治4年（1243年）従四位下・左近衛少将となる。昇進は通常より遅れがちで、寛元5年（1247年）従四位上、建長6年（1254年）に正四位下となると、正嘉2年（1258年）に左近衛中将に任ぜられ、正元2年（1260年）に出羽権介を兼ねた後、文永6年（1269年）5月1日、従三位に叙せられて公卿に列した。建治3年（1277年）に侍従に任ぜられ、これを長きにわたって務める。
弘安2年（1279年）に正三位に昇叙。弘安4年（1281年）に土佐権守を兼ね、弘安8年（1285年）に従二位に叙せられた。正応4年12月（1292年1月）にさらに正二位に昇叙がなされ、永仁元年12月（1294年）に68歳にして参議に任ぜられた。永仁2年（1294年）に参議を辞退して伊予権守に任ぜられるが、永仁3年（1295年）9月1日薨去。享年70。勅撰歌人であり、『続古今和歌集』以下の勅撰和歌集に27首が入集している。
能基・能清兄弟は時の権力者である北条氏を外戚としたため高位高官に昇った。しかし、能清以後の代に北条氏との婚姻は確認できず、曾祖父・能保より続く鎌倉幕府との関係が崩れて中御門流一条家は衰退の道を辿っていくこととなる。

## 官歴
※以下、『公卿補任』の記載に従う。
- 天福2年（1234年）10月29日：従五位下に叙す。
- 嘉禎3年（1237年）3月27日：侍従に任ず。
- 延応2年（1240年）/仁治元年
  - 正月6日：従五位上に叙す。
  - 4月23日：左近衛少将に任ず。
  - 12月30日（1241年2月12日）：正五位下に叙す。
- 仁治4年（1243年）正月6日：従四位下に叙す（府労）。9月9日：左近衛少将に任ず（還任）。
- 寛元5年（1247年）正月6日：従四位上に叙す（正親町院寛元元年未給）。
- 建長6年（1254年）9月8日：正四位下に叙す。
- 正嘉2年（1258年）7月9日：左近衛中将に任ず。
- 正元2年（1260年）3月29日：出羽権介を兼ぬ。
- 文永6年（1269年）5月1日：従三位に叙す。
- 建治3年（1277年）9月13日：侍従に任ず。
- 弘安2年（1279年）3月2日：正三位に叙す。
- 弘安4年（1281年）3月26日：土佐権守を兼ぬ。
- 弘安8年（1285年）8月11日：従二位に叙す。
- 正応4年12月21日（1292年1月12日）：正二位に叙す。
- 永仁元年12月13日（1294年1月10日）：参議に任ず。
- 永仁2年（1294年）3月27日：参議を辞し、伊予権守に任ず。
- 永仁3年（1295年）9月1日：薨去。享年70。

## 系譜
- 父：一条頼氏
- 母：北条時房の娘
- 生母不明の子女
  - 男子：一条公冬（?-?）
  - 男子：一条頼保
  - 男子：一条宗房